# Küstenmuseum Wilhelmshaven

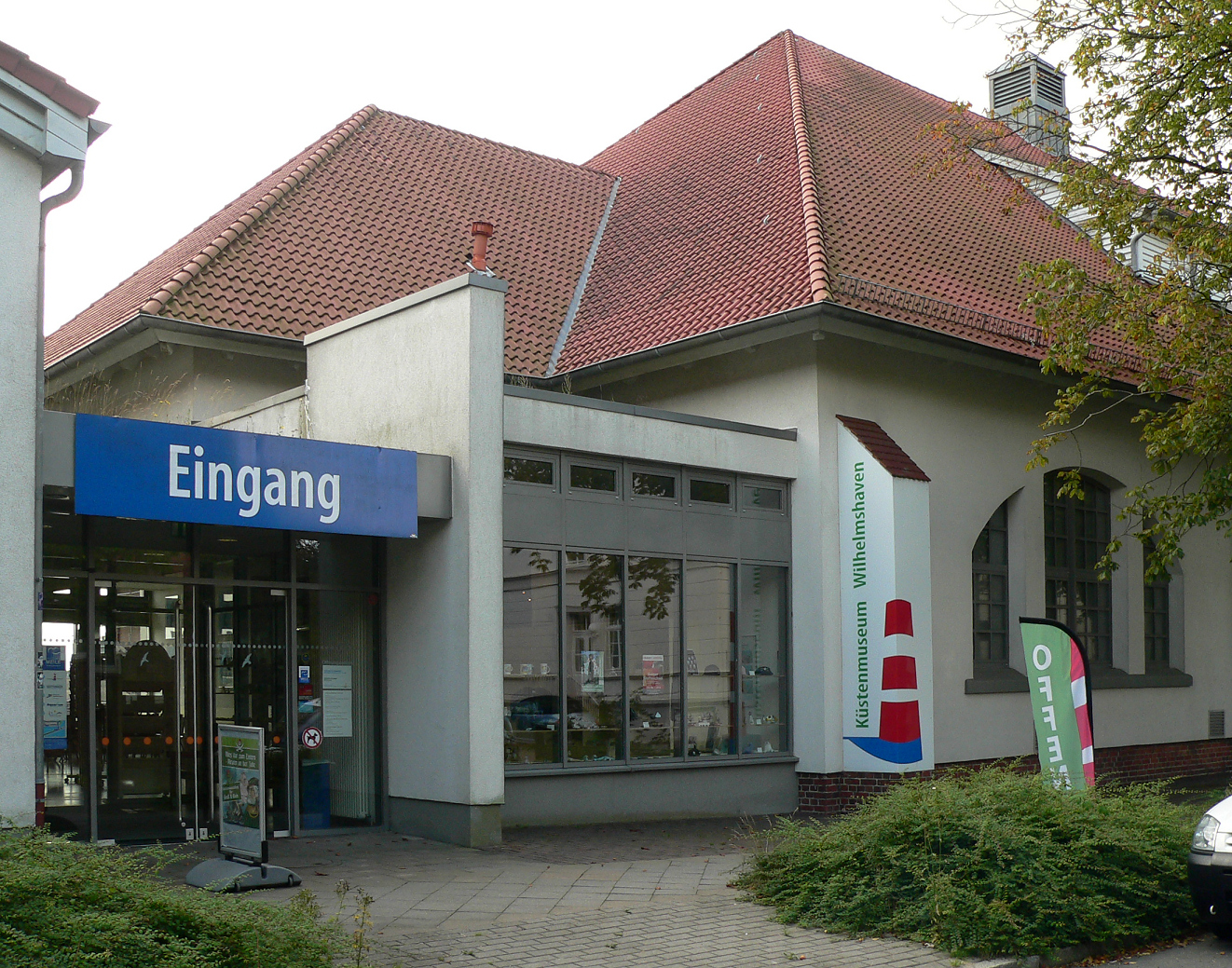
Museumseingang

Das Küstenmuseum Wilhelmshaven ist ein Küstenmuseum in Wilhelmshaven in Niedersachsen. Es beschäftigt sich mit der Vergangenheit, Gegenwart und Zukunft des Küstenraums sowie der Stadtgeschichte von Wilhelmshaven. Zudem zeigt es wechselnde Sonderausstellungen zu unterschiedlichen maritimen und stadtgeschichtlichen Themen.

## Lage
Das Museum befindet sich in einer alten Exerzierhalle der Kaiserlichen Marine in unmittelbarer Nähe zum Großen Hafen. Es ist Teil der Maritimen Meile in Wilhelmshaven, die sich entlang des Großen Hafens erstreckt.

## Ausstellung
Das Museum zeigt vier Ausstellungsbereiche. Von der „Entstehung der Küste“ mit den „ersten Küstenbewohnern“ bis hin zum „Marinestandort“ soll dem Besucher ein Überblick über die Geschichte der Küste und Wilhelmshavens gegeben werden. Zudem gibt es laufend wechselnde Sonderausstellungen zu unterschiedlichen maritimen und stadtgeschichtlichen Themen.
Die ehemalige Ausstellung JadeWeserPort zeigte die Entwicklung und den Bau des zukünftigen Tiefwasser-Hafens in Wilhelmshaven. Das Thema ist heute im JadeWeserPort-Infocenter am Containerhafen-Standort selbst zu sehen.

## Geschichte
Die Geschichte des Museums geht zurück auf das 1951 eröffnete „Heimat- und Küsten-Museum“, das sich mit der Siedlungsgeschichte in Wilhelmshaven beschäftigte. Seit 1997 trägt das Museum, das schon mehrfach den Ort und Namen wechselte, den Namen „Küstenmuseum“ und ist seit 2000 im heutigen Gebäude untergebracht. Im Juli 2006 eröffnete der erste Teil der aktuellen Dauerausstellung und wenig später auch die anderen Teile. Das Museum ist seit 2001 Teil der Wilhelmshaven Touristik & Freizeit GmbH. Seit 2010 bildet es eine Station der Route der Industriekultur im Nordwesten.
Im Rahmen der Dauerausstellung „wal.welten“ wurden bis 2011 das Skelett und die plastinierten Organe eines 15 Meter langen Pottwals gezeigt, der 1994 vor der Insel Baltrum gestrandet war. Im Frühjahr 2011 wurden das Skelett und die Organe in das Wattenmeerhaus am Südstrand verlagert.